# Герб Гур'ївки
Герб Гу́р'ївки затверджений 27 березня 2009 року рішенням N12 XXI сесії Гур'ївської сільської ради.

## Опис
Щит розтятий, у правому пурпуровому полі золота постать Пресвятої Богородиці з обличчям природного кольору, яка тримає Покрову над золотим лапчастим хрестом, оточеним трьома срібними зірками; ліворуч у лазуровому полі золота кам'яна криниця на зеленій базі, на якій лазурова балка, окантована та перетята золотими хвилями. Щит обрамований декоративним картушем, внизу якого чорний напис «Гур'ївка», i увінчаний золотою сільською короною.
Автор — І. Янушкевич.